# عزلة بني عمر (إب)

تعديل مصدري - تعديل

عزلة بني عمر هي إحدى عزل مديرية يريم في محافظة إب اليمنية ويبلغ تعداد سكانها 10914 نسمة حسب التعداد السكاني في اليمن لعام 2004.